# Robert Stroud
Robert Franklin Stroud (ur. 28 stycznia 1890 w Seattle, zm. 21 listopada 1963 w Springfield) – znany jako Ptasznik z Alcatraz; zasłynął z odkrycia lekarstw dla ptaków podczas swojego pobytu w więzieniu.

## Młodość
W 1903 roku w wieku 13 lat opuścił dom. W 1908 roku w mieście Cordova spotkał 36-letnią prostytutkę Kitty O'Brien, z którą zaczął się spotykać. Pewnej nocy, jego znajomy Charlie Von Dahmer, pobił prostytutkę. Gdy Robert dowiedział się o tym, zabił swojego znajomego. 23 sierpnia 1909 roku został skazany na 12 lat więzienia w Puget Sound's McNeil Island w stanie Waszyngton.

## Procesy
5 września 1912, Stroud został skazany na dodatkowe sześć miesięcy za ataki i próby pozyskania morfiny ze szpitala więziennego.
Przeniesiono go z McNeil Island do federalnego więzienia w Leavenworth, gdzie zabił strażnika, Andrew Turnera. 26 marca 1916 roku został skazany na śmierć przez powieszenie, które miało zostać wykonane 27 maja. Na egzekucję miał czekać w izolatce. Proces został jednak unieważniony.
W późniejszym postępowaniu Stroud otrzymał wyrok dożywotniego pozbawienia wolności. Ten wyrok również został unieważniony po wyroku amerykańskiego Sądu Najwyższego, który nakazał wznowienie procesu.
28 czerwca Stroud został ponownie skazany na śmierć przez powieszenie. Wykonanie wyroku wyznaczono na 23 kwietnia 1920.
Matka Strouda napisała do prezydenta Wilsona i na 6 dni przed wykonaniem wyroku śmierci 15 kwietnia 1920 został on wstrzymany. Prezydent wstrzymał wykonanie kary, z zamianą na karę dożywotniego więzienia w izolatce.

## Więzienie
W więzieniu Stroud zaczął czytać książki na temat ptaków, w szczególności kanarków. Otrzymał pozwolenie na hodowlę ptaków w celi. Przez lata odosobnienia napisał dwie książki na temat ptasich chorób; opracował też na nie lekarstwa. Zaczął regularnie korespondować z ornitolożką Dellą Mae Jones, w wyniku czego w 1931 roku zaczęli wspólnie sprzedawać opracowane przez siebie leki. Della Mae Jones została później jego żoną.
19 grudnia 1942 roku Stroud został przeniesiony do Alcatraz. Tamtejszy sędzia orzekł, że podejrzany miał prawo do pisania i przechowywania rękopisów, utrzymał jednak w mocy decyzję naczelnika więzienia o zakazie publikacji. W 1943 roku Stroud został zbadany przez psychiatrę Romneya M. Ritcheya, który zdiagnozował go jako psychopatę o IQ równym 112.
W Alcatraz uzyskał dostęp do biblioteki więziennej i rozpoczął studia prawnicze. W 1959 roku, z powodu złego stanu zdrowia, został przeniesiony do Centrum Medycznego w Springfield. Zmarł w Springfield 21 listopada 1963 r. w wieku 73 lat. Miał wówczas odbyte 54 lata kary więzienia, z czego 43 lata spędził w izolatce.